# Elio Migliorini
Elio Migliorini (Rovigo, 9 marzo 1902 – Roma, 7 dicembre 1988) è stato un geografo ed esperantista italiano.

## Biografia
Fu eminente geografo, e collaborò con l'Istituto di geografia dell'Università di Roma, oggi La Sapienza, e con la Società Geografica Italiana; fu membro dell'Accademia delle Scienze italiana e dell'Accademia dei Lincei. Dal 1945 al 1947 fu, per nomina regia, direttore dell'Istituto Universitario Orientale. In seguito fu professore ordinario di geografia nell'Università di Napoli Federico II, rappresentante della Geografia al Consiglio Nazionale delle Ricerche e fondatore nel 1954 dell'Associazione italiana insegnanti di geografia (AIIG) di cui fu presidente fino al 1976.

### Migliorini e l'esperanto

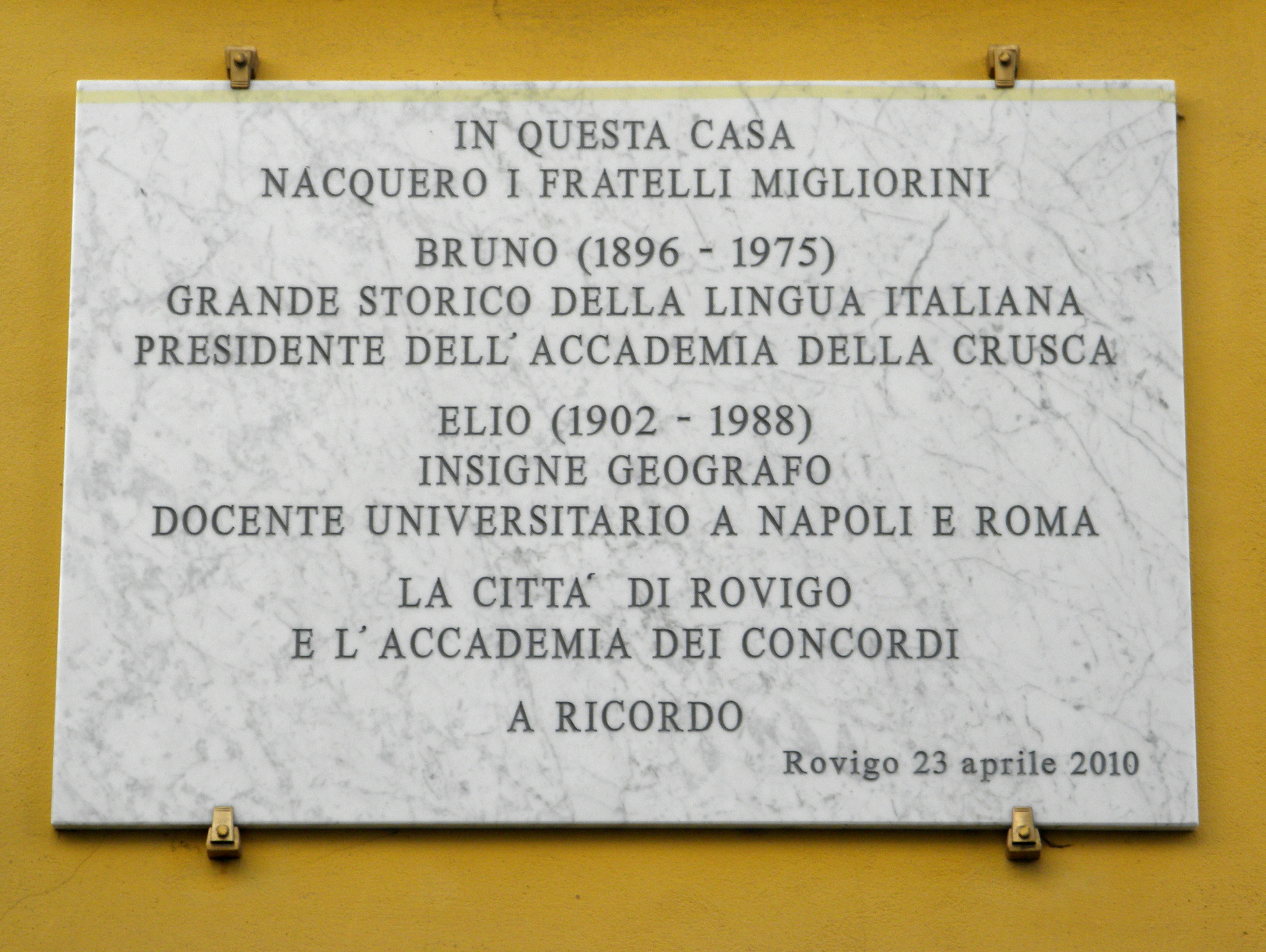
Rovigo: lapide commemorativa a ricordo della nascita di Bruno ed Elio Migliorini posta sull'abitazione dove nacquero sita in Via Alberto Mario.

Elio Migliorini apprese la lingua esperanto nel 1914.
Con il fratello Bruno Migliorini, linguista, pubblicò nel 1925 la prima edizione del fortunatissimo Esperanta Legolibro, un'antologia di testi scelti destinata ad essere impiegata dallo studente italiano autodidatta per migliorare la propria conoscenza della lingua. Dell'opera furono complessivamente pubblicate sei edizioni; le ultime furono rivedute e corrette dallo stesso Elio Migliorini.
Per oltre sessant'anni fu delegato dell'Associazione universale esperanto a Roma (dal 1922) e Napoli. Collaborò inoltre a numerose riviste esperantiste pubblicate in Italia.

## Opere
Segue una bibliografia non esaustiva di opere scritte o curate da Elio Migliorini.
- Elio Migliorini, La terra e gli stati. Lezioni di geografia politica, Napoli, Pironti & Figli, 1948.
- Elio Migliorini, L'esplorazione del Sahara, Torino, UTET, 1961.
- Elio Migliorini, La terra e gli uomini. Lezioni di geografia umana, Napoli, Liguori, 1967.
- Elio Migliorini, L'Africa, Torino, UTET, 1955.
- Elio Migliorini, Alessandro Cucagna, La casa rurale nella montagna bellunese, Firenze, Leo S. Olschki, 1969.

### Opere legate all'esperanto
- (EO) Elio Migliorini, Antikva Etrurio. Gravaj elfosaĵoj en Vejo, 1920.
- (EO) Bruno Migliorini, Elio Migliorini, Anekdotoj pri Dante, 1ª ed., San Vito al Tagliamento, Paolet, 1921. Raccolta di aneddoti su Dante Alighieri scelti e tradotti in esperanto.
- Bruno Migliorini, Elio Migliorini, Esperanta legolibro, 1ª ed., San Vito al Tagliamento, Paolet, 1925.
- Bruno Migliorini, Elio Migliorini, L'Esperanto e i suoi elementi, San Vito al Tagliamento, Paolet, 1926.
- Bruno Migliorini, Elio Migliorini, Esperanta legolibro, 2ª ed., San Vito al Tagliamento, Paolet, 1935.
- Bruno Migliorini, Esperanta Legolibro, a cura di Elio Migliorini, 3ª ed., San Vito al Tagliamento, Paolet, 1952. Edizione riveduta e corretta.
- (EO) Bruno Migliorini, Elio Migliorini, Anekdotoj pri Dante, 2ª ed., San Vito al Tagliamento, Paolet, 1956. Raccolta di aneddoti su Dante Alighieri scelti e tradotti in esperanto.
- (EO) Elio Migliorini, Postsignoj de Romo en la itala pejzaĝo, Copenaghen, 1958.
- Bruno Migliorini, Esperanta Legolibro, a cura di Elio Migliorini, 4ª ed., San Vito al Tagliamento, Paolet, 1958. Edizione, riveduta e corretta.
- Bruno Migliorini, Esperanta Legolibro, a cura di Elio Migliorini, 5ª ed., Napoli, Itala Instituto de Esperanto, 1972. Edizione, riveduta e corretta.
- Elio Migliorini, Pionieri dell'Esperanto in Italia, Roma, 1982.
- Elio Migliorini, Manuale di Esperanto, Milano, Cooperativa Editoriale Esperanto, 1980.
- Elio Migliorini, L'Esperanto a Roma (1887-1936), Roma, Rotatori, 1988.